# 박스-젠킨스 방법
시계열분석에서 박스-젠킨스(Box–Jenkins) 방법은 자동회귀이동평균(ARMA) 또는 자동회귀누적이동평균(ARIMA) 모델을 적용하여 시계열 과거 값에 대한 시계열 모델 최적합을 찾는다. 통계학자 조지 박스와 젠킨스(Gwilym Jenkins)의 이름을 따서 명명되었다.

## 모델링 접근방법
원문의 모델은 반복적인 3 단계 모델링 방식을 사용한다.
1. 모델 식별 및 모델 선택: 변수가 정상인지 확인하고 종속 계열의 계절성을 식별한다. (필요한 경우 계절성 차분) 종속 시계열의 자기상관(ACF) 및 부분자기상관(PACF) 함수의 플롯을 사용하여 모델에 어떤 자동회귀 또는 이동 평균 구성 요소를 사용해야하는지 결정한다.
2. 파라미터 추정: 계산 알고리즘을 사용하여 선택한 ARIMA 모델에 가장 적합한 계수를 찾는다. 가장 일반적인 방법은 최대우도추정 또는 비선형 최소제곱추정을 사용한다.
3. 추정 모델이 고정 일 변량 프로세스의 사양을 따르는지 여부를 테스트하여 통계 모델 확인. 특히, 잔차는 서로 독립적이어야 하며 시간에 따른 평균 및 분산에서 일정해야 한다. (시간에 따른 잔차의 평균 및 분산을 플로팅하고 Ljung-Box 테스트를 수행하거나 잔차의 자기 상관 및 부분 자기 상관을 플로팅하면 잘못된 사양을 식별하는 데 도움이 된다.) 추정이 부적절하면 1단계로 돌아가서 더 나은 모델을 만들어야 한다.

## 박스-젠킨스 모델 식별

### 정상성 및 계절성
박스-젠킨스 모델을 개발하는 첫 번째 단계는 시계열의 정상성 여부와 모델링해야 할 중요한 계절성이 있는지 확인하는 것이다.

#### 정상성을 위한 차분
박스와 젠킨스는 정상성을 위해 차분을 권장한다. 그러나 박스-젠킨스 모델의 맥락에서 커브를 적합하고 원래 데이터에서 적합된 값을 빼는 것도 사용할 수 있다.

### p와q를식별
정상성과 계절성이 해결되면 다음 단계는 자기회귀 및 이동평균 항의 차수(즉, p 및 q )를 식별하는 것이다. 학자마다 p 와 q를 식별하기 위한 다른 접근법이 있다. 브록웰-데이비스 (1991)는 "모델 선택(ARMA (p, q) 모델)을 위한 우리의 주요 기준은 AICc" 아카이케 정보 기준 보정이라고 한다. 다른 학자들은 아래에 설명된 자기상관 그림과 부분자기상관 그림을 사용한다.

#### 자기상관 및 부분자기상관 그림
샘플 자기상관 그림과 샘플 부분자기상관 그림은 차수가 알려진 그림의 이론적 동작과 비교된다.
특히, AR (1) 프로세스의 경우 샘플 자기상관함수는 기하 급수적으로 감소하는 모양을 가져야 한다. 그러나, 고차 AR 프로세스는 종종 지수적으로 감소하고 감쇠된 정현파 성분이 혼합되어 있다.